# Meidenried
Meidenried ist ein Ortsteil des Marktes Neukirchen-Balbini im Landkreis Schwandorf des Regierungsbezirks Oberpfalz im Freistaat Bayern.

## Geografie
Meidenried liegt auf der Westseite der Staatsstraße 2150, 2,2 Kilometer nordöstlich von Neukirchen-Balbini. Am Westrand von Meidenried entspringt der Hückbach. Er fließt nach Nordwesten und mündet südöstlich von Traunhofermühle in den Mühlbach, der wiederum südöstlich von Stettnermühle in den Rörtzerbach übergeht. Nordöstlich von Meidenried erhebt sich der 507 Meter hohe Gesperlet.

## Geschichte
Meidenried (auch: Maidenreut, Maidenried, Maydenrieth, Meidenrieth, Maydenried) wurde in Zusammenhang mit der Schlacht bei Hiltersried 1433 erstmals schriftlich erwähnt. In dieser Schlacht hatte Meidenried 2 Gefallene zu beklagen.
Neunburg wurde zu Beginn des 16. Jahrhunderts in ein Inneres und ein Äußeres Gericht unterteilt. Das Innere Gericht umfasste den Ostteil des Gebietes und das Äußere Gericht den Westteil. Die Grenze zwischen Innerem und Äußerem Gericht verlief von Norden nach Süden: Die Ortschaften Oberauerbach, Fuhrn und Taxöldern gehörten zum Äußeren Amt, während Grasdorf, Luigendorf und Pingarten zum Inneren Amt gehörten.
Meidenried gehörte zum Inneren Amt. Wie aus dem Musterungsregister hervorgeht, hatte es 1522 und 1572 jeweils 7 Mannschaften.
1622 wurden für Meidenried 1 Gut, 1 Sölde, 2 Inwohner aufgeführt. Im Steuerbuch von 1631 wurde Meidenried mit 6 Höfen, 1 Gut, 1 Häusel, 71 Rindern, 17 Schweinen, 81 Schafen, 2 Bienenstöcken verzeichnet. Die Steuer betrug 39 Gulden 6¼ Kreuzer.
Während des Dreißigjährigen Krieges wurde Meidenried durch die Belagerung Neunburgs durch die Schweden und die darauf folgende Befreiung durch die kaiserlichen Truppen in den Jahren 1633 und 1634 verwüstet. Es war 1637 unbewohnt und lag öde. Nach dem Dreißigjährigen Krieg hatte Meidenried 1661 nur noch 6 Mannschaften, davon 5 verheiratete Männer und 1 unverheirateter. Es hatte 6 Höfe, 1 Gut, 1 Inwohner (Hütmann), 79 Rinder, 24 Schweine, 27 Schafe, 7 Ziegen, 10 Bienenstöcke. Die Steuer betrug 14 Gulden 48¾ Kreuzer.
1667 war in Meidenried ein Halbhof und ein Söldengütel zengerisches Lehen und ein Gut war geldolfingisches Lehen.
1762 gab es in Meidenried 8 Eigentümer, 8 Inwohner, darunter 1 Tagwerker, 1 Groß- und 1 Kleinhüter; also insgesamt 16 Untertanen. Es hatte 8 Anwesen, 2 Nebenhäusel, 1 Hüthaus, insgesamt 14 Herdstätten. 1797 zahlte es Geld- und Naturalzinse von 2 Höfen und 1 Gut an das Kloster Walderbach.
1808 gab es in Meidenried 8 Anwesen und ein Gemeinde-Hüthaus. Die Eigentümer waren Bräu, W. Wiedmann, Käßbaur, Probst, Thür, Gruber, St. Wiedmann.
1808 wurde die Verordnung über das allgemeine Steuerprovisorium erlassen. Mit ihr wurde das Steuerwesen in Bayern neu geordnet und es wurden Steuerdistrikte gebildet. Dabei kam Meidenried zum Steuerdistrikt Alletsried. Der Steuerdistrikt Alletsried bestand aus den Ortschaften Alletsried mit 10 Anwesen, Happassenried mit 5 Anwesen und Meidenried mit 8 Anwesen.
1820 wurden im Landgericht Neunburg vorm Wald Ruralgemeinden gebildet. Dabei kam Meidenried zur Ruralgemeinde Alletsried. Zur Ruralgemeinde Alletsried gehörten die Dörfer Alletsried mit 12 Familien, Happassenried mit 5 Familien, Meigelsried mit 5 Familien, Meidenried mit 8 Familien und die Einöde Rückhof mit 1 Familie. Später kamen Haslarn und Grundmühle hinzu. Vorübergehend gehörten Neuhaus und Sperlhof zu Alletsried.
1978 wurde die Gemeinde Alletsried aufgelöst. Dabei kamen Meigelsried zur Gemeinde Rötz, Haslarn und Grundmühle zur Gemeinde Neunburg vorm Wald. Meidenried und die anderen Gemeindeteile wurden nach Neukirchen-Balbini eingemeindet.
Meidenried gehörte zunächst zur Pfarrei Stamsried. Seit 1865 gehört es zur Pfarrei Neukirchen-Balbini. 1997 hatte Meidenried 39 Katholiken.

## Einwohnerentwicklung ab 1820
| Jahr | Einwohner  | Gebäude |
| ---- | ---------- | ------- |
| 1820 | 8 Familien | k. A.   |
| 1838 | 72         | 9       |
| 1861 | 68         | 27      |
| 1871 | 63         | 43      |
| 1885 | 80         | 10      |
| 1900 | 71         | 11      |
| 1913 | 50         | 8       |

| Jahr | Einwohner | Gebäude |
| ---- | --------- | ------- |
| 1925 | 56        | 9       |
| 1950 | 67        | 9       |
| 1961 | 48        | 9       |
| 1970 | 48        | k. A.   |
| 1987 | 35        | 8       |
| 2011 | 27        | k. A.   |